# Duguetia yeshidan
Duguetia yeshidan är en kirimojaväxtart som beskrevs av Noel Yvri Sandwith. Duguetia yeshidan ingår i släktet Duguetia och familjen kirimojaväxter. Inga underarter finns listade i Catalogue of Life.